# Кородешти (Васлуј)
Кородешти (рум. Corodești) насеље је у Румунији у округу Васлуј у општини Гергешти. Oпштина се налази на надморској висини од 184 m.

## Становништво
Према подацима из 2002. године у насељу је живело 304 становника, од којих су сви румунске националности.